# Тан (Кальвадос)
Тан (фр. Thaon) — коммуна во Франции, находится в регионе Нижняя Нормандия. Департамент коммуны — Кальвадос. Входит в состав кантона Крёлли. Округ коммуны — Кан.
Код INSEE коммуны — 14685.

## Население
Население коммуны на 2010 год составляло 1492 человека.
| 1962 | 1968 | 1975 | 1982 | 1990 | 1999 | 2010 |
| ---- | ---- | ---- | ---- | ---- | ---- | ---- |
| 568  | 573  | 768  | 1146 | 1153 | 1350 | 1492 |

## Экономика
В 2010 году среди 1025 человек трудоспособного возраста (15—64 лет) 754 были экономически активными, 271 — неактивными (показатель активности — 73,6 %, в 1999 году было 73,9 %). Из 754 активных жителей работали 714 человек (361 мужчина и 353 женщины), безработных было 40 (16 мужчин и 24 женщины). Среди 271 неактивных 126 человек были учениками или студентами, 105 — пенсионерами, 40 были неактивными по другим причинам.